# Saint-Maur, Gers
Saint-Maur är en kommun i departementet Gers i regionen Occitanien i sydvästra Frankrike. Kommunen ligger i kantonen Mirande som tillhör arrondissementet Mirande. År 2022 hade Saint-Maur 136 invånare.

## Befolkningsutveckling
Antalet invånare i kommunen Saint-Maur
Referens:INSEE